# Weizhou
Weizhou (Vereenvoudigd Chinees: 简体字; Traditioneel Chinees: 簡體字; Pinyin: Wéizhōu Dǎo) is een Chinees eiland gelegen in de Golf van Tonkin. Weizhou is het grootste eiland van de provincie Guangxi. Het eiland ligt ten westen van het schiereiland Leizhou, ten zuiden van het stadsprefectuur Beihai, en ten oosten van Vietnam. Administratief is Weizhou een onderdeel van Haicheng, een stadsdeel van Weizhou, in Beihai. De mangrovebossen en het lange zandstrand van Weizhou trekken veel toeristen naar het eiland.

## Geologie
Weizhou is het jongste vulkanische eiland van China. Haar oorsprong is waarschijnlijk van een mantelpluim die tussen de 50 en 32 miljoen jaar geleden plaatsvond, als gevolg van een botsing van de Indische- en Euraziatische Plaat.
Op het eiland hebben er vier periodes met vulkanische activiteit plaatsgevonden. De eerste daarvan was in het vroege pleistoceen, toen de vulkaan begon te barsten op de bodem van de zee. De tweede keer, 9 tot 225 miljoen jaar geleden, begon de activiteit met magma-, en eindigde met pyroclastische uitbarstingen. Dit was de tijd met de zwaarste uitbarstingen op de eilanden Weizhou en Xieyang. De derde keer, 200.000 tot 15.000 jaar geleden, begon het met grote hoeveelheden vulkanische bommen. De vierde en laatste activiteit vond 10.000 tot 7.100 jaar geleden plaats.
|  |